# Artūrs Zjuzins
Artūrs Zjuzins, né le 18 juin 1991 à Riga en Lettonie, est un footballeur international letton, qui évolue au poste de milieu de terrain.

## Biographie

### Carrière de joueur
Artūrs Zjuzins dispute un match en Ligue Europa avec le club du FK Ventspils.

### Carrière internationale
Artūrs Zjuzins compte 27 sélections et 3 buts avec l'équipe de Lettonie depuis 2012. 
Il est convoqué pour la première fois par le sélectionneur national Aleksandrs Starkovs pour un match amical contre le Kazakhstan le 29 février 2012 (0-0). Par la suite, le 14 août 2013, il inscrit son premier but en sélection contre l'Estonie, lors d'un match amical (1-1).

## Palmarès

### En club
- Avec le FK Ventspils
  - Champion de Lettonie en 2007 et 2008
  - Vainqueur de la Ligue balte en 2010

### En sélection
- Vainqueur de la Coupe baltique en 2012

## Statistiques détaillées

### Buts en sélection
Le tableau suivant liste les résultats de tous les buts inscrits par Artūrs Zjuzins avec l'équipe de Lettonie.